# غايوس بوبليسيوس مارسيلوس
غايوس كوينكتوس سيرتوس بوبليسيوس مارسيلوس يعرف اسمه اختصارًا غايوس بوبليسيوس مارسيلوس؛ هو عضو مجلس شيوخ روماني بارز في الربع الأول من القرن الثاني الميلادي. شغل منصب قنصل روما لشهري مايو ويونيو 120م، مع زميله تيتوس روتيليوس بروبينكوس. شغل بعدئذ منصب حاكم سوريا الرومانية. أثناء توليه منصب حاكم سوريا، مُنح مارسيلوس أوسمة النصر لدوره في سحق ثورة بار كوخبا.